# Avec André Gide
Avec André Gide é um documentário da França de 1952, realizadopor Marc Allégret.

## Resumo
Um clássico no seu género. O realizador que é um sobrinho de André Gide, acompanha este último numa viagem ao Congo. O filme é ao mesmo tempo um notável documentário e um, não menos atraente, retrato do grande escritor (1869-1951) e foi tornado público após a sua morte.
O filme é bastante progressista no sentido em que Gide, a partir da sua viagem, denunciou os abusos do poder colonial no seu livro, o que na altura causou grande polémica.
Um trabalho que não envelheceu.

## Elenco
- André Gide

## Ficha Técnica
- Direcção: Marc Allégret